# Blanche Monnier
Pour les articles homonymes, voir Monnier.
Blanche Monnier, née le 1er mars 1849 à Poitiers (France) et morte le 13 octobre 1913 à Blois, est une femme française connue pour avoir été secrètement enfermée par sa famille pendant 25 ans.

## Biographie
Blanche Monnier naît à Poitiers en 1849 et grandit dans une famille de la bourgeoisie royaliste. Son père, Charles-Émile Monnier est ancien doyen de la Faculté de Lettres.   
À la suite d’une dénonciation par lettre anonyme, le procureur général de Poitiers ordonne une perquisition chez Louise Monnier, devenue veuve. Blanche Monnier fut découverte le 23 mai 1901, à l'âge de 52 ans par un commissaire, accompagné de trois policiers, ligotée sur son lit, sous-alimentée et dans un état de faiblesse extrême. L'affaire suscite un émoi considérable après la parution du journal L'Illustration du 1er juillet 1901, affichant la photo de Blanche Monnier, amaigrie avec une chevelure particulièrement abondante. Selon Pierre Bellemare, la photo aurait été retouchée pour respecter les normes relatives à la pudeur de l'époque. Rapidement une rumeur locale émet l'hypothèse que les motivations de cette séquestration sont liées à une histoire d'amour avec un avocat républicain, Maître Victor Calmeil à laquelle ne consent pas la famille Monnier qui est profondément royaliste. Le père, Charles-Émile, avait été révoqué de son poste de doyen de la faculté des lettres de Poitiers au moment de la crise du 16 mai 1877. 

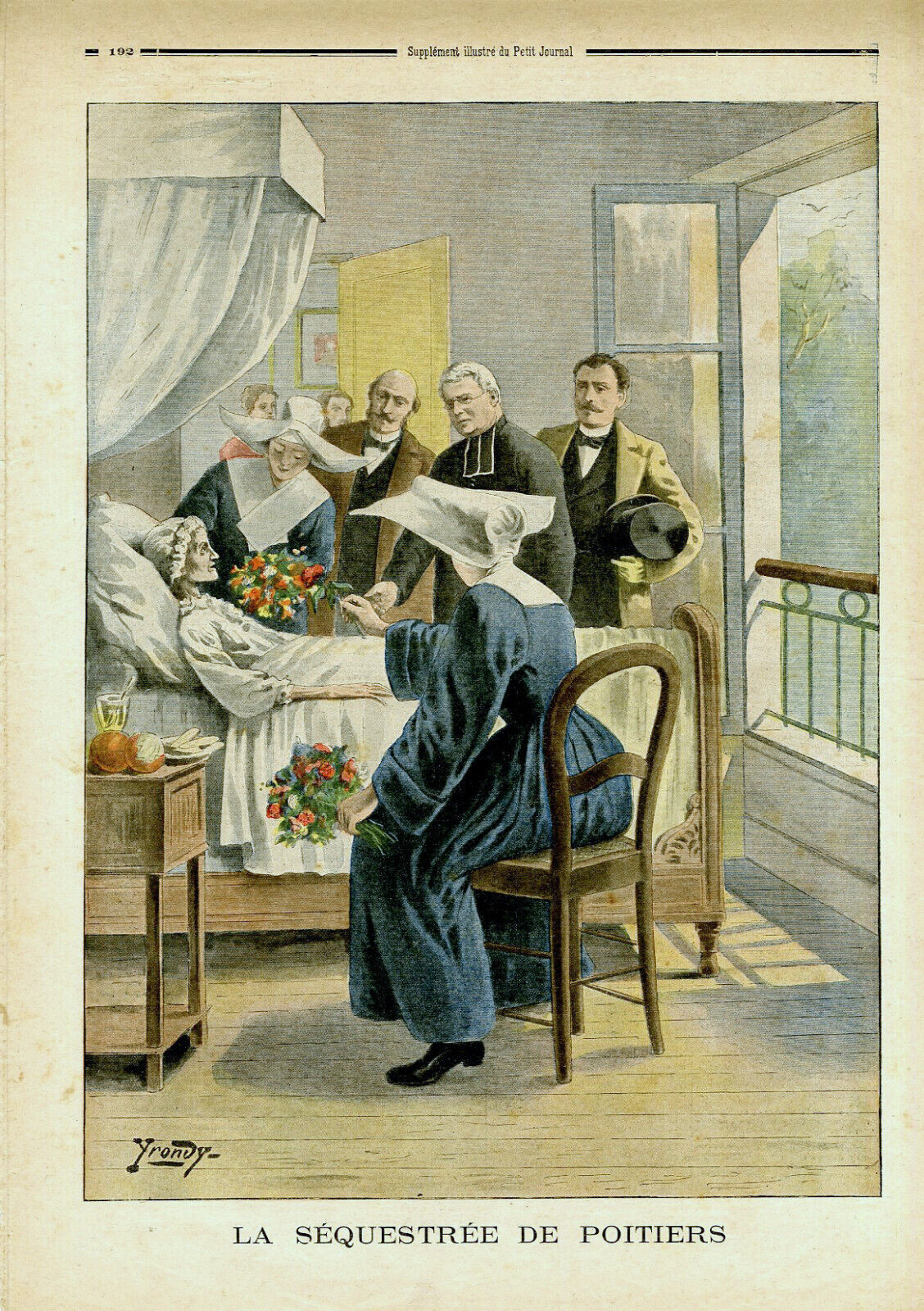
« La séquestrée de Poitiers » vue par Le Petit Journal, 16 juin 1901.

Jean-Marie Augustin avance une instrumentalisation de ce fait divers par la presse quotidienne dans un contexte politique particulièrement clivant entre les partis politiques républicains et royalistes. En enquêtant sur les éléments du procès, il avance que la « séquestration forcée » est plus nuancée en s'appuyant sur les habitudes et mœurs de la famille Monnier et les témoignages des domestiques. 
Dans un documentaire dédié à cette affaire, l'écrivain Viviane Janouin avance que Blanche aurait eu un enfant de cette union clandestine, et que les parents l'auraient fait disparaître et enterré dans le jardin. Cette version est contestée par Jean-Marie Augustin dans son ouvrage La véritable histoire de la séquestrée de Poitiers, qui affirme que, selon son enquête, la version la plus probable est que Blanche Monnier était atteinte de troubles mentaux et psychiques, probablement d'anorexie. Sa mère, Louise Monnier, refusait de l'interner dans un asile psychiatrique, par malveillance et par crainte de ternir l'honneur et la réputation de la famille.      

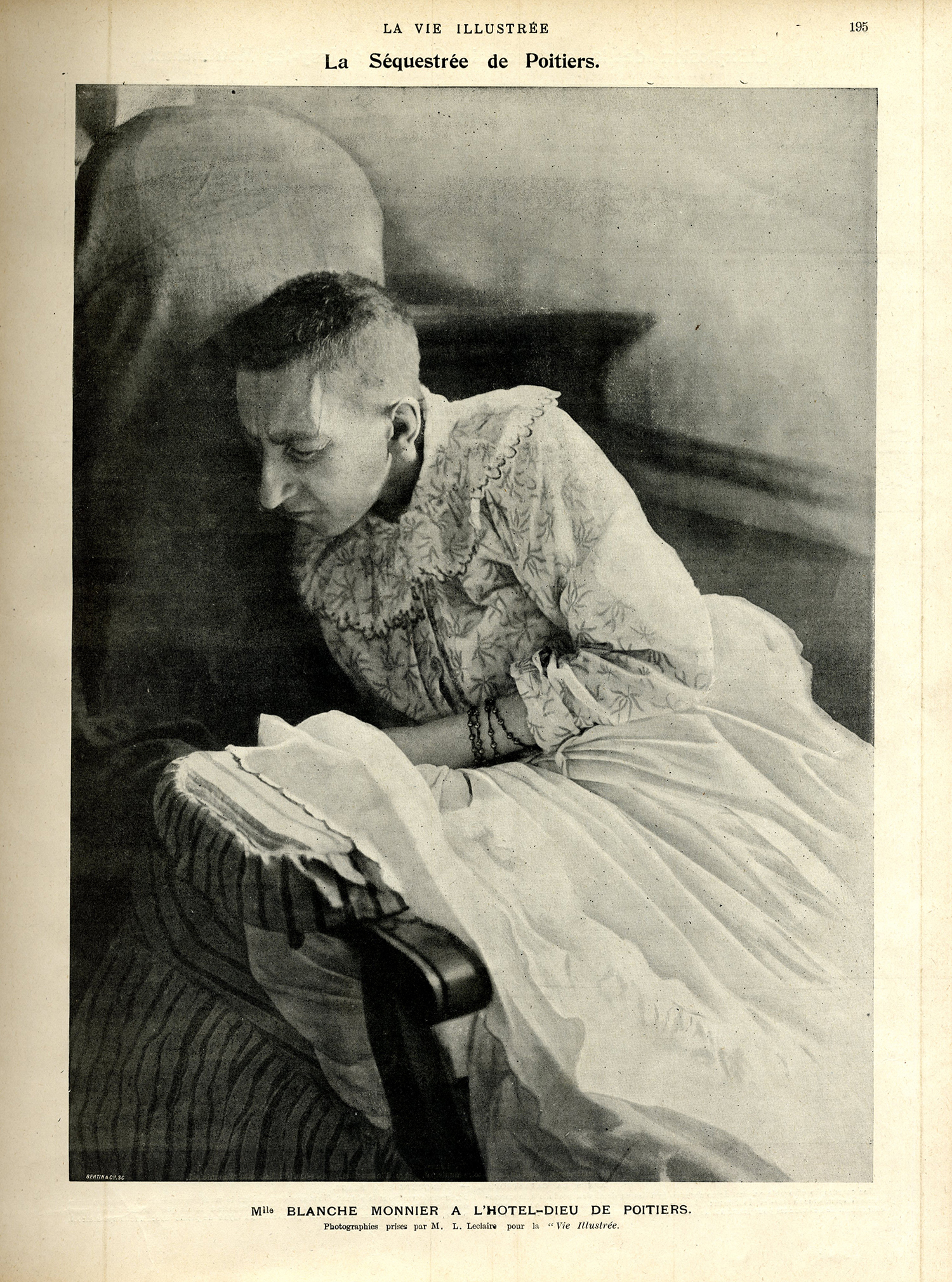
Blanche Monnier à l'Hôtel-Dieu de Poitiers en 1901.

Louise Monnier est arrêtée et décède en prison peu de temps après son arrestation, le père Charles-Émile Monnier étant mort en 1882, seul le frère de Blanche, Marcel Monnier, ancien sous-préfet au temps de l'Ordre moral, est jugé dans cette affaire. Le premier procès aboutit au jugement du 11 octobre 1901 du tribunal correctionnel de Poitiers en sa condamnation à quinze mois de prison pour complicité d'actes de violence (la notion de « non-assistance à personne en danger » était inexistante dans le code pénal de 1810). Sa responsabilité étant atténuée compte tenu de l'emprise et la domination excessive de la mère dans la vie familiale. Il est relaxé un mois plus tard en appel en novembre 1901. Ce second procès relatif à la commission par omission met en évidence que Blanche souffre de troubles mentaux (anorexie hystérique, coprophilie, exhibitionnisme, schizophrénie). Lors du procès, les témoignages des servantes justifient leur indifférence par le fait que Blanche Monnier était considérée au sein du domicile familial comme une malade « incurable » et l'administration des soins était inutile. Ses crises nerveuses s'étaient aggravées après le décès du père, puis celui en 1896 de la bonne qui lui administrait les soins élémentaires quotidiens. La cour considère que la mère gardait l'autorité sur sa fille (malgré la pension qu'elle versait à Marcel pour veiller sur sa sœur). Par conséquent, la responsabilité directe du frère pour violence et voie de fait par omission ne peut être établie car ce délit exige un comportement actif (acte de violence), l'omission (défaut de soins, défaut de surveillance, etc.) ne pouvant être assimilé à une violence active qui devait toujours être un fait de commission selon l'article 311 du code pénal. Le tribunal blâme cependant le comportement de Marcel à l'égard de sa sœur.    
À l'issue de ce procès, Marcel vend tous les biens de la succession de sa mère (à l'exception de la maison 21, rue de la Visitation) et se retire à Ciboure dans les Pyrénées-Atlantiques, conservant une maison de campagne à Migné où il décède en juin 1913.
Après avoir été libérée, Blanche Monnier est hospitalisée dans un hôpital psychiatrique à Blois durant plus de dix ans, où elle décédera en 1913.

## Dans la littérature
En 1930, André Gide s'inspire de ce fait divers sous la chronique judiciaire « La Séquestrée de Poitiers » en modifiant les noms des protagonistes et pour dénoncer les principes de la bourgeoisie de l'époque.